# اس‌اس شارنهورست (۱۹۳۴)
اس‌اس شارنهورست (۱۹۳۴) (به انگلیسی: SS Scharnhorst (1934)) یک کشتی بود که طول آن ۶۲۵٫۶ فوت (۱۹۰٫۷ متر) بود. این کشتی در سال ۱۹۳۴ ساخته شد.